# Banco do Estado do Espírito Santo
O Banco do Estado do Espírito Santo (Banestes) é um banco brasileiro, constituído na forma de sociedade de economia mista, com participação do Governo do Estado do Espírito Santo como maior acionista. Foi criado em 1937, é um banco múltiplo controlado pelo estado do Espírito Santo. Detém a maior rede bancária do estado do Espírito Santo. Compõe, com mais três empresas (Banestes Seguros, Banestes Distribuidora de Títulos e Valores Mobiliários e Banestes Administradora, Corretora de Seguros, Previdência e Capitalização), o Sistema Financeiro Banestes.
Atualmente, o cargo de diretor-presidente do Banestes é exercido por José Amarildo Casagrande.

## O Banco

### Rede de Atendimento
É a única instituição bancária com agências em todos os 78 municípios capixabas. Possui, ao todo, 782 pontos de atendimento, oferecendo portfólio de produtos e serviços financeiros aos seus clientes pessoas físicas e jurídicas.

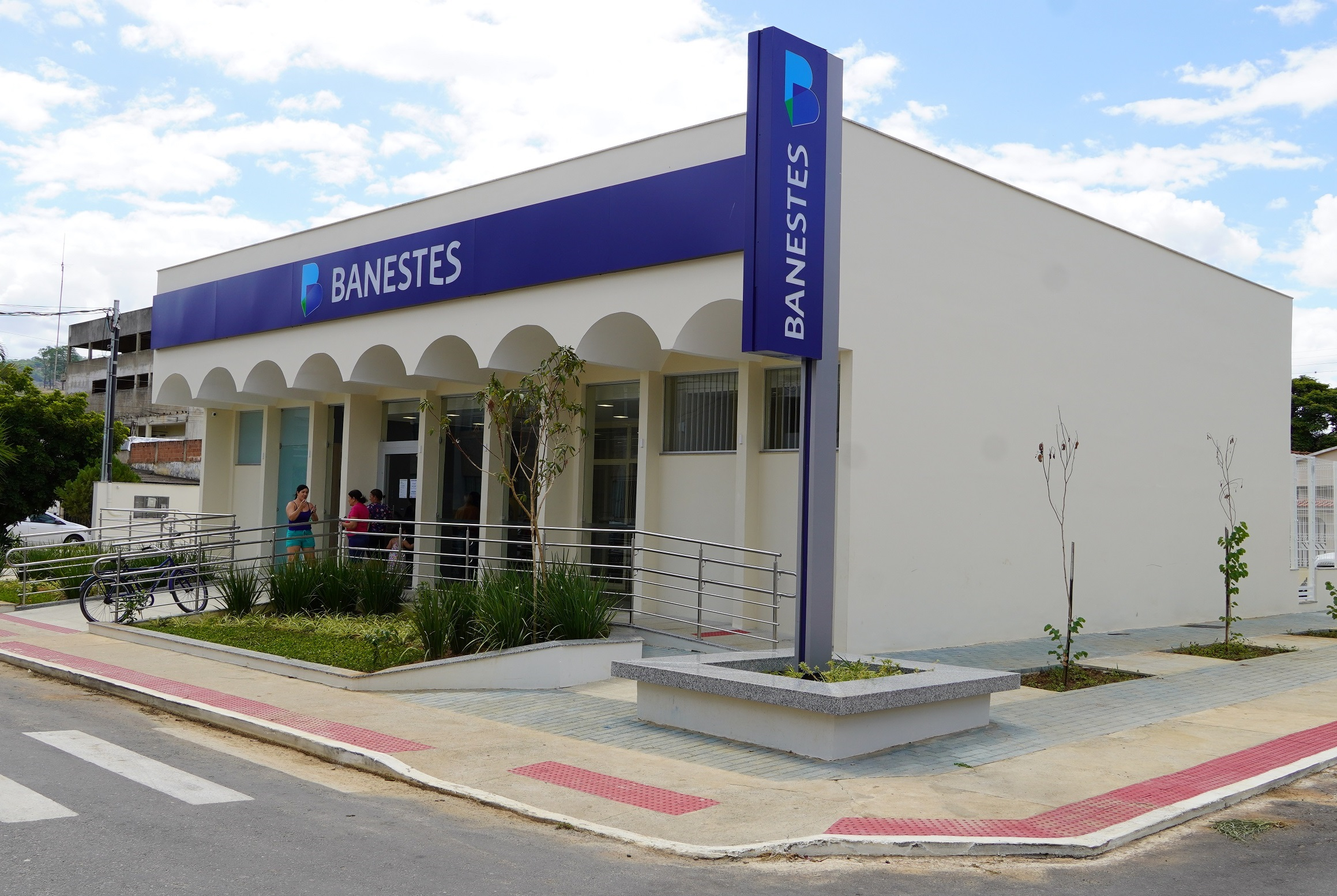
Agência do Banestes no município capixaba de Mantenópolis.

### Base de Clientes
Até junho de 2024, o Banestes manteve relacionamento com cerca de 1,4 milhão de clientes, dos quais 1,3 milhão são PF e 79 mil são PJ. O número de contas correntes ultrapassou 1 milhão, sendo 925 mil de PF e 85 mil de PJ, enquanto as contas de poupança somaram 650 mil, com a base correspondente a 640 mil PF e 10 mil PJ.

### Carteira de Crédito Ampliada
A Carteira de Crédito Ampliada atingiu o montante de R$ 13,4 bilhões ao final do segundo trimestre de 2024, crescimento de 9,6% em doze meses e de 1,6% contra o trimestre anterior. No mesmo período, a Carteira de Crédito Comercial (conceito BACEN) alcançou R$ 10,6 bilhões, crescendo 19,6% em doze meses e 5,3% no trimestre. A Instituição adota critérios rigorosos de segurança e de avaliação nos processos de concessão de crédito, mantendo o equilíbrio entre a expansão da carteira e a inadimplência.

### Recursos Captados e Administrados
O saldo dos Recursos de Terceiros Captados e Administrados trata-se do total dos saldos dos depósitos, da captação no mercado aberto, recursos de aceites e emissão de títulos, obrigações por empréstimos, obrigações por repasses do país e fundos administrados. O Banestes encerrou o mês de junho de 2024 com R$ 41,3 bilhões, crescimento de 1,0% em relação ao ano anterior. Os Ativos Totais registraram R$ 38,5 bilhões, recuo de 0,8% em doze meses e de 10,0% ante o trimestre anterior. Esse saldo, na comparação com o trimestre do ano anterior, tem como destaque o crescimento do saldo das operações de crédito (20,3% em doze meses), e a redução da carteira de TVM vinculados a compromissos de recompras (-15,4% em doze meses). 
Na comparação trimestral, destaca-se a expansão de 5,5% das operações de crédito, o crescimento de 49,4% das aplicações interfinanceiras de liquidez e redução de 35,7% das operações compromissadas com TVM.

### Patrimônio Líquido
O Patrimônio Líquido se aproximou da marca de R$ 2,3 bilhões em junho de 2024, crescendo 7,5% em relação ao mesmo período de 2023 e recuando 0,9% contra o trimestre anterior. A relação Patrimônio Líquido e Ativo Total foi de 5,9%, e o Retorno sobre o Partrimônio Líquido (ROE) anualizado foi de 16,3% no encerramento do segundo trimestre. O Índice de Basileia alcançou 14,7%, composto integralmente de capital nível I.

### Rating
A Fitch reafirmou a nota de rating em escala nacional (moeda local) para risco de crédito do Banestes em AA+(bra), com perspectiva estável. No relatório, a Fitch destacou o perfil de negócios estável, a qualidade do crédito e as boas métricas de ativos e rentabilidade, além da solidez financeira e de governança do Banco. 

### Cartões

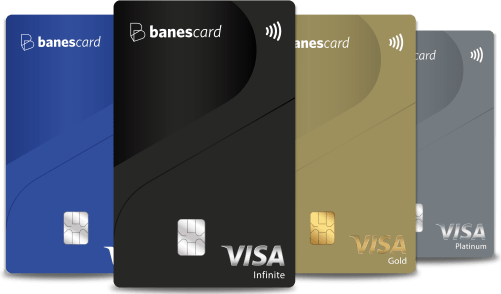
Todos os modelos do cartão de crédito Banescard Visa: Classic (azul), Gold (dourado), Platinum (prata) e Infinite (preto).

Em 2022, ocorreu o lançamento oficial dos novos cartões Banescard Visa, frutos da parceria entre o Banestes e a Visa, substituindo o cartão de bandeira própria Banescard por um produto mais moderno, aceito em mais de 100 milhões de estabelecimentos comerciais em todos os estados brasileiros, no exterior e no e-commerce, além de oferecer tecnologia contactless. 
O Banescard passou a ser uma família completa de cartões, com as categorias Classic, Gold, Platinum e Infinite. De acordo com ranking divulgado em 2024 pelo portal Melhores Cartões, o Banescard Visa Infinite é o 8º melhor cartão de crédito do Brasil para acumular milhas.
As transações dos cartões Banescard Visa atingiram o valor de R$ 1,8 bilhão no primeiro semestre de 2024. Esse montante representa 69,5% do volume total transacionado em cartões, que totalizou R$ 2,6 bilhão no período. As operações de cartões de bandeira Visa corresponderam a 29,7% do volume transacionado em cartões, registrando R$ 776 milhões no semestre.

### Investimentos
O Serviço de Investimentos Automáticos Banestes está disponível atualmente para os seguintes produtos: Rende+ Banestes e o Fundo de Investimento Banestes Invest Public.
Os recursos do Fundo Soberano do Espírito Santo são aplicados em: investimentos em negócios privados (fundos de investimentos estruturados, ações e debêntures), por meio do Banco de Desenvolvimento do Espírito Santo (Bandes) e, poupança estadual, aos cuidados do Banestes.

## Ações
O capital social é constituído por ações ordinárias e preferenciais nominativas, distribuídas conforme abaixo:
| Acionistas               | ON     | PN     | Total  |
| Estado do Espírito Santo | 92,48% | 92,06% | 92,37% |
| Demais Acionistas        | 7,52%  | 7,94%  | 7,63%  |

Informações referentes a agosto/2024

### Remuneração aos Acionistas
No segundo trimestre de 2024, foram destinados R$ 51 milhões aos acionistas a título de juros sobre capital próprio (JCP). O lucro líquido por ação atingiu R$ 0,32 no trimestre, acumulando o total anualizado de R$ 1,12. O montante distribuído corresponde a um payout anualizado de 56,4% do lucro líquido.

### Múltiplos
O dividend yield, indicador do retorno do investimento ao acionista pela participação no lucro do período, foi de 7,0% para as ações ordinárias (BEES3) e de 6,5% para as preferenciais (BEES4), totalizando 6,9% para as duas ações no cálculo por média ponderada. O valor patrimonial por ação no fechamento do trimestre cresceu 7,5% em relação ao mesmo trimestre de 2023, seguindo a evolução do patrimônio líquido, e encerrou o trimestre em R$ 7,12. A relação entre preço e patrimônio líquido das ações BEES3 e BEES4 foi de 1,26 e de 1,37, respectivamente.

### Valor de Mercado e Volume de Acionistas
Os preços de fechamento das ações BEES3 e BEES4 foram, respectivamente, R$ 8,97 e R$ 9,74 no último dia de negociação de junho de 2024. Essas cotações resultaram num valor de mercado de R$ 2,9 bilhões, que equivale a uma evolução de 1,7% quando comparado ao trimestre anterior. 

Desde 2018, o número de acionistas do Banestes cresceu aproximadamente 17 vezes. No fim do trimestre, foram registrados mais de 45 mil acionistas. Desse total, 60% está presente no Sudeste, sendo 31% somente no estado de São Paulo.